# Robert Lanctôt
Pour les articles homonymes, voir Lanctôt.
Robert Lanctôt (né le 19 novembre 1963 à Lachine, Québec) est un avocat et ancien député fédéral québécois. 

## Biographie
Il fut élu dans la circonscription de Châteauguay lors des élections de 2000 sous la bannière du Bloc québécois. En tant que député bloquiste, il fut porte-parole du parti en matière d'Enfance et Jeunesse (2000-2002), de Sport amateur (2000-2002), d'Examen de la règlementation (2001-2002) et de Travaux publics et Services gouvernementaux (2002-2003).
En 2003, la circonscription changea de nom pour devenir Châteauguay—Saint-Constant. Le 11 décembre de la même année, il décida de suivre le nouveau chef des Libéraux, Paul Martin. Sa décision sembla motivée par le souhait de certains organisateurs bloquistes de ne pas l'appuyer lors de la prochaine course à l'investiture(en) . 
Il se représenta en 2004, mais fut défait par la candidate bloquiste Denise Poirier-Rivard par une marge de près de 15 000 votes, soit un peu moins du double de ce qu'il récolta.